# Übungsfirma
Eine Übungsfirma (Üfa) ist eine ständige Einrichtung, in der Menschen in einer kaufmännischen Ausbildung oder an einer Wirtschaftsschule ein simuliertes Unternehmen bilden, um mit anderen Übungsfirmen mit virtuellen Waren und Geld zu handeln. Deren Rechtsgeschäfte sind nichtig.

## Typen von Übungsfirmen
Übungsfirmen treiben untereinander Handel auf einem virtuellen Markt – im eigenen Land und im Ausland. Sie kaufen und verkaufen Produkte oder Dienstleistungen, zahlen Steuern und Abgaben und erledigen alle notwendigen Behördenwege online. Nationale „Übungsfirmen-Zentralen“ garantieren durch folgende Dienstleistungen das Funktionieren des virtuellen Marktes: Firmenbuch, Bank, Sozialversicherung, Gericht, Shopping Mall, Gewerbebehörde, Transportservice (Post, Bahn), Zoll – die Angebote sind in den einzelnen Ländern unterschiedlich.
Es können Fremdsprachen trainiert werden, und man lernt die Wirtschaftskultur der Geschäftspartner kennen. Weltweit sind ca. 7500 Übungsfirmen miteinander vernetzt. Übungsfirmen verbinden theoretisches und praktisches Lernen.
In Übungsfirmen wird aktiv und motiviert, eigenverantwortlich und selbständig gelernt. Lehrer bzw. Trainer unterrichten nicht im klassischen Sinn, sie betreuen und coachen.
Die Auszubildenden sind Mitarbeiter im virtuellen Unternehmen und arbeiten üblicherweise ein Jahr lang wie in einem richtigen Betrieb. Jeder hat seine Aufgabe: im Marketing, in der Personalabteilung, im Ein- oder Verkauf, in der Geschäftsführung usw. Man kann sich für eine Abteilung bewerben. Auf Übungsfirmen-Messen können die Übungsfirmen-Mitarbeiter ihre Waren und Dienstleistungen präsentieren und Geschäfte abschließen.
Übungsfirmen werden von verschiedenen Organisationen mit unterschiedlichen Zielen betrieben. Zwei grundsätzliche verschiedene Gruppen sind zu unterscheiden:
- Klassisch werden Übungsfirmen von Wirtschaftsschulen, Handelsschulen, Berufsschulen oder Berufsakademien, aber auch Universitäten betrieben, damit ihre Schüler auch ohne eine kaufmännische Praxis vertiefende praktische kaufmännische Erfahrungen sammeln können, die sich ohne eine Übungsfirma nicht vermitteln lassen. Zu diesen kaufmännischen Erfahrungen gehört z. B., das komplexe Zusammenspiel verschiedener Abteilungen zu erleben, das realitätsnahe Bearbeiten von kaufmännischen Aufgaben im Tagesgeschäft und das Feingespür, wenn man z. B. mit anderen kaufmännischen Übungsfirmen im Rahmen von Vertriebsaktivitäten oder Beschaffungsprojekten mit echten, aber fremden Menschen verhandeln muss. Die Zusammenarbeit mit einer realen Partnerfirma ermöglicht bestmöglichen Praxisbezug,
- Daneben betreiben auch viele echte große Unternehmen für ihre eigenen kaufmännischen Auszubildenden eine Übungsfirma. Typisch ist hier, dass die kaufmännischen Auszubildenden neben ihrer Ausbildung im Betrieb und Berufsschule meist zusätzlich einen Nachmittag pro Woche in der Übungsfirma zusammenkommen. Die Ziele dieser Übungsfirma liegen mehr in der Stärkung der sozialen Kompetenzen der zukünftigen Mitarbeiter. In der Übungsfirma können Positionen wie einfacher Mitarbeiter, Teamleiter, Abteilungsleiter und Geschäftsführung frühzeitig durchlebt werden, mit allem, was dazugehört: Andere miteinbinden, motivieren, aber auch Probleme selbst oder in Zusammenarbeit lösen über verschiedene Hierarchieebenen. In diesen Übungsfirmen müssen sich typischerweise auch die Auszubildenden bewerben (nicht alle werden genommen), und die Leitung der Übungsfirma entscheidet autonom, wer in welche Position aufsteigt. Ein weiterer Grund für den Betrieb einer Übungsfirma in Unternehmen ist, dass deren Teilnehmer über die Übungsfirma zum einen sich besser untereinander kennenlernen und zum anderen auch ihre eigenen Fähigkeiten und Motivationen besser ausloten können.

## Organisation und Betrieb einer Übungsfirma
Der Grundgedanke einer Übungsfirma ist, dass diese weitgehend autonom arbeitet und ihre Probleme selber löst. Ergänzend dazu stehen sogenannte Fachberater zur Seite. Fachberater können auch ehemalige Übungsfirmenmitglieder bzw. -teilnehmer sein.
Alljährlich findet in Deutschland die internationale Übungsfirmen-Messe statt. Jede teilnehmende Übungsfirma stellt dazu ein Messeteam aus verdienten Mitarbeitern zusammen, welches selbständig die gesamten Messeaktivitäten vorbereitet und durchführt. Die Messteilnahme stellt eine große Motivation für die Teilnehmer dar.
In vielen Ländern existieren zentrale Einrichtungen (Servicestellen), welche verschiedene Leistungen zur Verfügung stellen:
Firmenbuch für Übungsfirmen, Simulation Bank und Kreditkarten, Simulation öffentlicher Behörden (z. B. Finanzamt, Sozialversicherung, Gericht, Zoll), Simulation von allgemeinen Diensten (z. B. Transport, Shopping Mall/Webshop)